# Внуков, Сергей Юрьевич
Сергей Юрьевич Внуков (род. 6 января 1955, Москва) — учёный, историк, археолог, доктор исторических наук, ведущий научный сотрудник Института археологии РАН, неоднократный руководитель археологических экспедиций.

## Биография
В 1979 году окончил исторический факультет МГУ, кафедра археологии. В 1980—1988 годах — заместитель начальника Крымской археологической экспедиции МГУ на городище Чайка. С 1983 года — начальник Отдельного Кара-Тобинского отряда МГУ — Кара-Тобинской археологической экспедиции ИА РАН городище Кара-Тобе, Северо-Западный Крым. В 1988 году защитил кандидатскую диссертацию на тему: «Светлоглиняные амфоры I в. до н. э. — I в. н. э. как источник по экономической истории Северного Причерноморья», научный руководитель: И. В. Яценко. В 1992—1995 годы — заведующий кафедрой археологии Российского Открытого университета. В 2003 году защитил докторскую диссертацию на тему: «Проблемы амфорного производства и торговли Причерноморья (I в. до н. э. — II в. н.э)».. В 2004—2014 годы — руководитель Центра восточной и эллинистической археологии ИВКА РГГУ. С 2016 года — начальник Крымской новостроечной археологической экспедиции Института археологии РАН на трассе Таврида.

## Научная и общественная деятельность

### Научные интересы
- Античная археология Северного Причерноморья;
- греки и варвары в Крыму;
- античная амфорная и керамическая тара;
- естественнонаучные и статистико-комбинаторные методы исследования керамики в археологии;
- экономические связи Причерноморья в античное время.

### Экспедиционная деятельность
- Начиная с 1970 года — ежегодные экспедиции в:
  - Крыму,
  - Средней Азии,
  - Смоленске,
  - на Северном Кавказе);
- Начиная с 1983 года — руководитель раскопок городища Кара-Тобе (Северо-Западный Крым),
- Начиная с 2016 г. — руководитель Крымской новостроечной археологической экспедиции ИА РАН.

### Публикации
Сергей Юрьевич — автор более 120 научных публикаций.
Среди его сочинений:
- Причерноморские амфоры I в. до н. э. — II в. н. э. (морфология). — М., 2003.
- Причерноморские амфоры I в. до н. э. — II в. н. э. Часть II (петрография, хронология, проблемы торговли). — СПб., 2006.
- Время и политические последствия появления племен позднесарматской культуры в Причерноморье // ВДИ, 2007, № 4.
- Задачи и проблемы петрографического исследования древней керамики // Актуальные проблемы изучения древнего гончарства. — Самара, 1999.
- К вопросу о центре производства коричневоглиняных амфор Северного Причерноморья // Греческие амфоры. — Саратов, 1992.
- Новые типы позднесинопской амфорной тары // РА, 1993, № 3.
- О выделении разновидностей коричневоглиняных амфор // Проблемы истории, филологии, культуры. — Вып. Х. — М., Магнитогорск, 2001;
- Сравнительный петрографический анализ боспорской керамики // Проблемы истории, филологии, культуры. — Вып. IХ. — М., Магнитогорск, 2000.
- Colchian amphorae: typology, chronology and aspects of production // Annuel of the British School of archaeology at Athens, 1992, vol. 87, (в соавт. с Г. Р. Цецхладзе).
- The North-Western Crimea: an historical-archaeological essay // North Pontic Archaeology. Colloquia Pontica, v.6. — Leiden, Boston, Köln, 2001.
- Внуков С. Ю. Исследования городища Кара-Тобе под г. Саки в 2008 г. // Археологічні дослідження в Україні 2008. — 2009. — С. 17—18.
- Внуков С. Ю. Амфоры римского времени городища Кара-Тобе // Древности Боспора. — 2013. — Т. 17. — С. 21—54.
- Внуков С. Ю. Позднеэллинистические амфоры городища Кара-Тобе в Крыму // Древности Боспора. — 2016. — Т. 20. — С. 90—121.